# Масимо Бузака
Масимо Бузака (на италиански: Massimo Busacca) е швейцарски футболен съдия,
роден на 6 февруари 1969 г. в Белиндзона, Швейцария. От 1996 г. ръководи мачове от швейцарското първенство. Кариерата му като международен съдия започва на 1 януари 1998 г.
Първият си мач между национални отбори ръководи на 2 юни 2001 г., между националните отбори на Северна Ирландия и България.
Роден език – италиански, също така владее английски, френски, немски и испански.